# Peter Kammerer (Soziologe)
Peter Kammerer (geboren 1938 in Offenburg) ist ein deutscher Soziologe und Übersetzer, der in Italien lebt.

## Leben
Kammerer wuchs in einer Offenburger Unternehmerfamilie auf und war ein Jugendfreund des späteren Verlegers Hubert Burda. 
Er zog 1962 nach Italien und lebte dort mit der 2022 verstorbenen Schauspielerin Graziella Galvani zusammen. 
Von 1970 bis 2008 hatte er einen Lehrstuhl für Soziologie an der Universität Urbino inne.
Seine soziologischen Arbeiten behandeln Antonio Gramsci, Alexander Langer, Heiner Müller, Pier Paolo Pasolini, Jean-Marie Straub und Franz von Assisi.
Kammerer hat zwei politische Reisebücher über Italien veröffentlicht. 
Er übersetzte u. a. Texte von Pier Paolo Pasolini ins Deutsche. Von Tankred Dorst, Heiner Müller (gemeinsam mit Galvani), Volker Braun und Franz Xaver Kroetz übersetzte er Texte ins Italienische.

## Schriften
- mit Ekkehart Krippendorff, Wolf-Dieter Narr: Franz von Assisi – Zeitgenosse für eine andere Politik, Düsseldorf: Patmos 2008
- mit Ekkehart Krippendorff: Reisebuch Italien, Hamburg: Rotbuch-Verl. 1999
- mit Henning Klüver: Rom. Mit Fotos von Bernhard Schurian, Reinbek bei Hamburg: Rowohlt  1997
- Sviluppo del capitale ed emigrazione in Europa: la Germania Federale, Milano: Mazzotta, 1976
- Die Differenzierung der italienischen Südpolitik, dargestellt am Beispiel Kalabriens, Diss. Universität München 1968